# Final Fantasy Legend
Unter Final Fantasy Legend versteht man eine dreiteilige Serie von Rollenspielen, die von Square für den Game Boy entwickelt wurden und die thematisch die erste Trilogie in der SaGa-Reihe darstellen.

## Makai Tōshi SaGa / Final Fantasy Legend
Der erste Teil der Serie erschien am 15. Dezember 1989 unter dem Titel Makai Tōshi SaGa (jap. 魔界塔士Sa・Ga, dt. „SaGa: Krieger der Dämonenreichtürme“) in Japan und war damit das erste für den Game Boy veröffentlichte Rollenspiel. In den USA erschien er am 30. September 1990 unter dem Titel The Final Fantasy Legend, um durch die damals bereits bekannte Franchise-Marke Final Fantasy die Vermarktung zu erleichtern. 1998 wurde das Spiel (ebenso wie die beiden Nachfolger und das nicht zu dieser Serie gehörende Final Fantasy Adventure) nach einer Lizenzübertragung ein zweites Mal in Amerika veröffentlicht, dieses Mal von Sunsoft, was zu einigen Missverständnissen bei Spielern führte. Eine Portierung und gleichzeitige Modernisierung der Grafik erfolgte 2002 für den Wonderswan Color, blieb aber auf den japanischen Markt beschränkt.
In diesem Teil steuert man eine Gruppe aus vier Helden, die einen Turm in der Mitte der Welt erklimmen möchten. Von diesem heißt es, dass er eine Verbindung zum Paradies darstellt und dass bereits viele Abenteurer bei dem Versuch gescheitert sind, ihn zu erklimmen. Um nun Zugang zu diesem Turm zu bekommen, und später, um ihn weiter emporsteigen zu können, muss man in der Welt, in der man sich aktuell befindet, verschiedene Aufgaben erfüllen. Hat man dies erfolgreich bewältigt, darf man in dem Turm selbst eine neue Ebene beschreiten, die zu einer neuen, thematisch anderen Welt führt, in der neue Aufgaben auf die Gruppe warten. Der Blick auf die in Tile-Grafik dargestellte Welt erfolgt jeweils in einer Draufsicht, sichtbar sind dabei nur freundlich gesinnte Nicht-Spieler-Charaktere (NSC) und für die Spielhandlung wichtige Figuren, Gegner trifft man über Zufallsbegegnungen.
Diese Zufallsbegegnungen stellen dabei einen Großteil der Kämpfe in diesem Spiel dar. Sie laufen rundenbasiert ab, wobei die Gegner in einer einfachen Frontaldarstellung neben- und untereinander abgebildet werden; die eigenen Spielfiguren tauchen nur in der Menüdarstellung auf. Jede Figur hat in ihrer Runde die Möglichkeit zu einer Aktion, die hauptsächlich offensiver Natur sind. Auch wenn man das Spiel anfänglich solo beginnt, kann man jederzeit bis zu drei zusätzliche Helden anheuern. Die dabei mögliche Klassen-/Rassenwahl umfasst drei verschiedene Optionen, die sich neben den Fähigkeiten der Figuren auch in der Art unterscheiden, wie und wodurch sich diese entwickeln. Zusätzlich zu den klassenabhängigen Entwicklungen gibt es eine erfahrungsbasierte Entwicklung im klassischen Sinne, bei der durch Kampfpraxis erworbene Erfahrung für eine allgemeine Entwicklung der Spielfigur erfolgt. Neben der natürlichen Entwicklung besteht die Möglichkeit, einen Teil der Spielfiguren mit käuflich erworbener oder gefundener Ausrüstung auszustatten. Waffen haben dabei mit wenigen Ausnahmen eine begrenzte Zahl von möglichen Anwendungen, verbrauchen sich also mit der Zeit.
Menschen entwickeln sich durch die Einnahme von magischen Tränken weiter, zudem können sie mehrere Waffen gleichzeitig tragen. Diese Waffen unterscheiden sich dabei in verschiedene Typen, einige, bei denen die Stärke des Nutzers über die Effizienz entscheidet (beispielsweise Äxte), und andere, bei denen die Beweglichkeit entscheidend ist (wie Schusswaffen). Mutanten entwickeln sich kontinuierlich durch das Anwenden ihrer Fähigkeiten weiter, jedoch ist dies zu einem bestimmten Teil zufallsbasiert. Sie verfügen zudem über die Möglichkeit, Magie anzuwenden, und bestimmte zufällige Eigenschaften, welche an die Stelle der Ausrüstung treten. Dabei handelt es sich um offensive oder defensive Fähigkeiten, die ähnlich wie Magie eingesetzt werden oder in bestimmten Situationen automatisch aktiviert werden. Diese Eigenschaften werden zufällig erlernt und wieder verloren und sind in ihrer Nutzung beschränkt. Als dritte mögliche Spielfigur kann man Monster rekrutieren. Diese besitzen automatisch bestimmte Fähigkeiten, die von ihrem Typ abhängen und nicht verändert werden können. Stattdessen kann man die Monster in verschiedene Typen umwandeln, indem man Fleisch von besiegten Gegnern isst. Je nach dem Typ des Fleisches und der aktuellen Form nimmt man dann eine neue Form mit neuen Fähigkeiten an.

## SaGa 2: Hihō Densetsu / Final Fantasy Legend II
Am 14. Dezember 1990 wurde in Japan von Square unter dem Namen SaGa 2: Hihō Densetsu (jap. Sa・Ga 2 秘宝伝説, dt. „SaGa 2: Legende des geheimen Schatzes“) der nächste Teil der Serie veröffentlicht. Unter dem Namen Final Fantasy Legend II erschien er am 1. November 1991 in den USA und wurde 1998 ein weiteres Mal durch Sunsoft neu aufgelegt.
Dieses Mal ist die Spielaufgabe, die über 12 Welten verstreuten MAGI-Teile zu sammeln, wobei es sich um Reliquien der Göttin Isis handelt. Jedes dieser MAGI verfügt dabei über eine Eigenschaft, die von reinen Werteboni über Widerstandsboni gegen verschiedene Elemente bis hin zu aktivierbaren Eigenschaften reichen können. Wie bereits im Vorgänger verfügt jede Welt über ein eigenes Hintergrundthema, welche dieses Mal oft eine Kombination einer Gottheit mit einer eher zeitgeschichtlich nahe an der Gegenwart befindlichen Umgebung darstellen. Falls es dem Spieler gelingen sollte, alle 78 im Spiel vorkommenden MAGI Teile zu sammeln, kann er die Göttin Isis wiederbeleben und damit das Spiel erfolgreich beenden.
Das Spiel- und Kampfsystem ist nahezu identisch mit dem Vorgänger (Menschen können im Gegensatz zu früher Magie einsetzen). Zusätzlich zu den normalen vier Spielfiguren gibt es in diesem Teil jedoch die Position für einen fünften, situationsabhängigen NSC, der jedoch nur für einen bestimmten Zeitraum bei der Gruppe bleibt. Die Wahl möglicher Gruppenmitglieder wurde um den Roboter ergänzt. Im Gegensatz zu den anderen Klassen entwickelt sich der Roboter durch die Ausrüstung, die er trägt. Dabei existiert keine Beschränkung in Art und Anzahl der Ausrüstung, wie sie für andere Klassen gilt, ein Roboter kann beispielsweise mehrere Handschuhe oder Helme gleichzeitig tragen. Bei Gegenständen mit einer begrenzten Anzahl von Nutzungen kann ein Roboter nur die Hälfte nutzen, die Nutzungszahl jedoch durch eine Rast wieder auffrischen.

### Remake für den Nintendo DS
Am 17. September 2009 erschien in Japan das Remake SaGa 2: Hihō Densetsu: Goddess of Destiny für Nintendo DS mit komplett überarbeiteter 3D-Grafik. Ausführender Produzent des Remakes ist Akitoshi Kawazu, als Koproduzent und Supervisor zeigt sich Hiromichi Tanaka verantwortlich. Am Soundtrack arbeitet Kenji Itō und das Charakterdesign für das Remake erarbeitet Gen Kobayashi.

## SaGa 3: Jikū no Hasha / Final Fantasy Legend III
Mit SaGa 3: Jikū no Hasha (jap. Sa・Ga 3: 時空の覇者, dt. „SaGa 3: Der Gebieter über Zeit und Raum“), welches am 13. Dezember 1991 wiederum von Square in Japan veröffentlicht wurde, endete diese Serie. In den USA erschien das Spiel am 29. September 1993 unter dem Titel Final Fantasy Legend III und wurde 1998 ein weiteres Mal durch Sunsoft neu aufgelegt.
Nachdem schon in den Vorgängern einzelne Elemente der Science Fiction zum Tragen kamen, haben sie dieses Mal maßgeblichen Einfluss bei der Hintergrundgeschichte des Spiels. Eine Gruppe von Kindern aus der Zukunft wird in die Gegenwart geschickt, um eine Wasserwesenheit zu bekämpfen, welche Städte in verschiedenen Zeitepochen überschwemmt. Dazu muss als erstes eine moderne Zeitmaschine, die Talon, vervollständigt und in Betrieb genommen werden. Wenn dies geschehen ist, kann man in die Heimat der Wesenheit vorstoßen, und sie letztendlich daran hindern, die Welt zu bedrohen.
Das grundlegende Spielprinzip blieb wie im Vorgänger erhalten, sowohl optisch als auch von der Bedienung, ebenso wurde der fünfte Platz in der Gruppe weiterhin für situationsbedingte NSC verwendet. Trotzdem gibt es verschiedene Änderung im Klassensystem. Spielfiguren können nur noch als Menschen oder Mutanten starten. Der Wechsel in andere Spielformen erfolgt in diesem Teil durch Aktionen des Spielers selbst und ist jederzeit reversibel. Dabei erfolgt der Wechsel immer über die Zwischenstufe und nicht direkt von einer Extremklasse in eine andere. Das Wechselbild ist hierbei wie folgt: Monster/Beast ↔ Mensch/Mutant ↔ Roboter/Cyborg.
Nimmt eine Grundklasse Fleisch zu sich, welches von Gegnern hinterlassen wurde, verwandelt sie sich in ein Monster (wenn es Monsterfleisch ist) oder ein Beast (bei anderen Fleischsorten). Die neue Klasse Beast ist eine Mischung aus Mensch und Monster, es kann Ausrüstung verwenden und ergänzt dies durch spezifische Eigenschaften, die von der aktuellen Beastform abhängen. Neue Beastformen werden automatisch beim Levelaufstieg angenommen und nicht wie beim Monster durch Fleischverzehr. Legt eine Grundklasse ein Roboterteil an, wird sie zu einem Roboter, bei jedem anderen mechanischen oder elektronischen Teil ist das Resultat ein Cyborg. Roboter sind im Gegensatz zu früher wie Menschen, man muss sie über extra zu kaufende Kapseln weiterentwickeln, zudem können sie nun eigene Fähigkeiten haben. Cyborgs hingegen verhalten sich wie früher die Roboter und entwickeln sich durch angelegte Ausrüstung.

### Remake für den Nintendo DS
Wie auch schon für den zweiten Teil der Serie, erschien am 6. Januar 2011 mit SaGa 3: Jikū no Hasha: Shadow or Light ein Remake für den Nintendo DS. Auch dieses Remake wird das Grundsystem des Originals beibehalten, allerdings optisch komplett auf 3D-Grafik umgemünzt.

## Deutsche Version
Es existiert keine offizielle deutsche Version dieser drei Spiele, da keines davon jemals offiziell im europäischen Wirtschaftsraum erschienen ist. Jedoch wurden alle drei Teile durch inoffizielle Fanprojekte übersetzt.

## Belege
1. ↑  Final Fantasy Legend II: offizielle Website zeigt Entwicklerteam. In: Final-Fantasy-Future. 19. Januar 2009, ehemals im Original (nicht mehr online verfügbar); abgerufen am 19. Februar 2009. (Seite nicht mehr abrufbar. Suche in Webarchiven)